# Chūhai

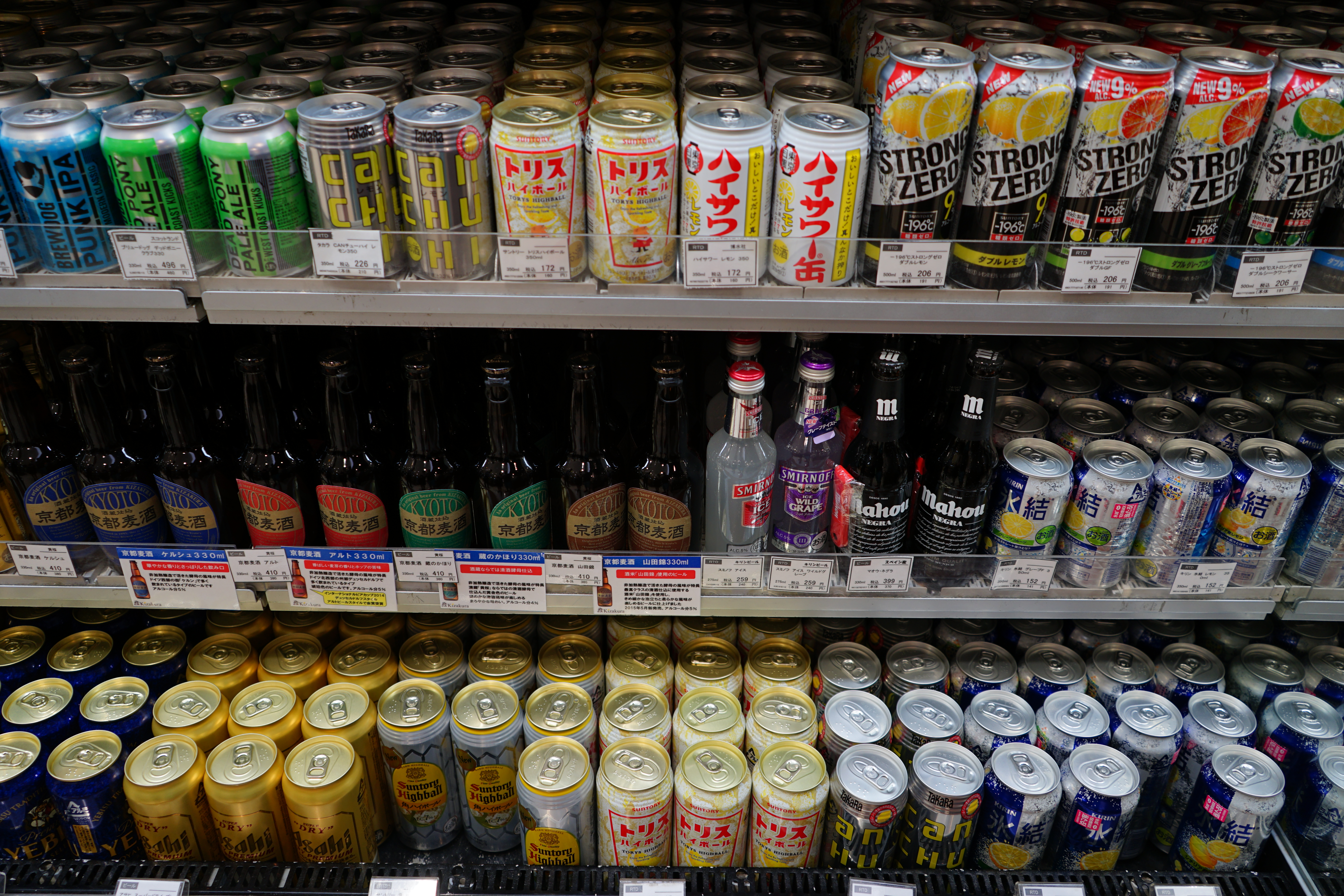
Chuhais de várias marcas a venda

O chuhai (チューハイ ou 酎ハイ, chūhai, também conhecido como chu-hi ou chū-hi) é uma bebida alcoólica gaseificada que se originou no Japão. Normalmente é vendido em latas e é encontrado principalmente em supermercados e lojas de conveniência, mas também em alguns restaurantes, bares e máquinas de venda automática. É considerado um highball, coquetel refrescante composto de uma base alcoólica diluída com água com gás.

## Etimologia e ingredientes
O nome foi escolhido pela combinação de contrações das palavras shochu, um tradicional destilado japonês, que geralmente é a parte alcoólica, e highball. O shochu é por vezes substituído por vodka; outros ingredientes básicos são água, dióxido de carbono, açúcar e suco de limão. A mistura original, chamada de nama chūhai (生酎ハイ), ainda é servida em bares e restaurantes, especialmente em izakayas tradicionais, e tem um teor alcoólico mais moderado.
Ao shochu produzido industrialmente, um agente aromatizante pode ser adicionado com sabores como limão, toranja, maçã, laranja, abacaxi, ume, uva, kiwi, pêssego, morango, etc. Estes shochus são vendidos com um percentual de álcool variado, normalmente entre 4% e 7%. Desde o início da década de 2000 variações podem ser encontradas em supermercados com taxas de até 9%. Entre os sabores mais vendidos estão os de limão e de toranja, que são adequados para misturar com o álcool. A elevada percentagem de açúcar contida na bebida faz dela alta em calorias se comparada com outras bebidas alcoólicas.

## História
Os primeiros nama chuhai foram elaboradas logo após o fim da segunda guerra mundial, quando o álcool era racionado. Naquele tempo, o whisky tinha se tornado um bem de luxo para os bebedores de álcool japoneses, a maioria dos quais consumia o shochu, uma bebida que pode ser preparada com poucos ingredientes em casa e que era anteriormente considerada uma bebida de estranhos. Para torná-lo mais agradável, começaram a servi-lo com água com gás, chamando-o de shochu highball, mais tarde abreviado para chuhai. Este coquetel foi um sucesso, espalhou-se mais tarde com a adição de suco de frutas, xaropes aromatizados ou até chá.
O primeiro chuhai industrialmente preparado foi colocado no mercado com o nome de hiLicky (ハイリッキー) em 1983 pela empresa Toyo Jozo (東洋醸造) (hoje Cervejaria Asahi (アサヒビール)) e o grande sucesso que ele teve, especialmente entre os jovens, e fez com que outras empresas colocassem no mercado a sua própria versão do chuhai industrial. As vendas chegaram, em 2008, a 600 milhões de litros por ano, e o chuhai tornou-se a bebida alcoólica mais vendida entre mulheres de 20 a 30 anos. O chuhai Hyoketsu da Kirin, embora seja preparado com vodka, foi o mais vendido em 2008.